# غوستاف-أدولف سوبيرغ
غوستاف-أدولف سوبيرغ (بالسويدية: Gustav Adolf Sjöberg)‏ هو لاعب رماية سويدي، ولد في 22 مارس 1865 في Söderfors ‏ في السويد، وتوفي في 31 أكتوبر 1937 في Köping, Sweden ‏ في السويد.

## وصلات خارجية
- غوستاف-أدولف سوبيرغ على موقع الاتحاد الدولي (الإنجليزية)
- غوستاف-أدولف سوبيرغ على موقع اللجنة الأولمبية الدولية (الإنجليزية)
- غوستاف-أدولف سوبيرغ على موقع أوليمبيديا (الإنجليزية)
- غوستاف-أدولف سوبيرغ على موقع اللجنة الأولمبية السويدية (السويدية)